# 알레한드로셀커크섬

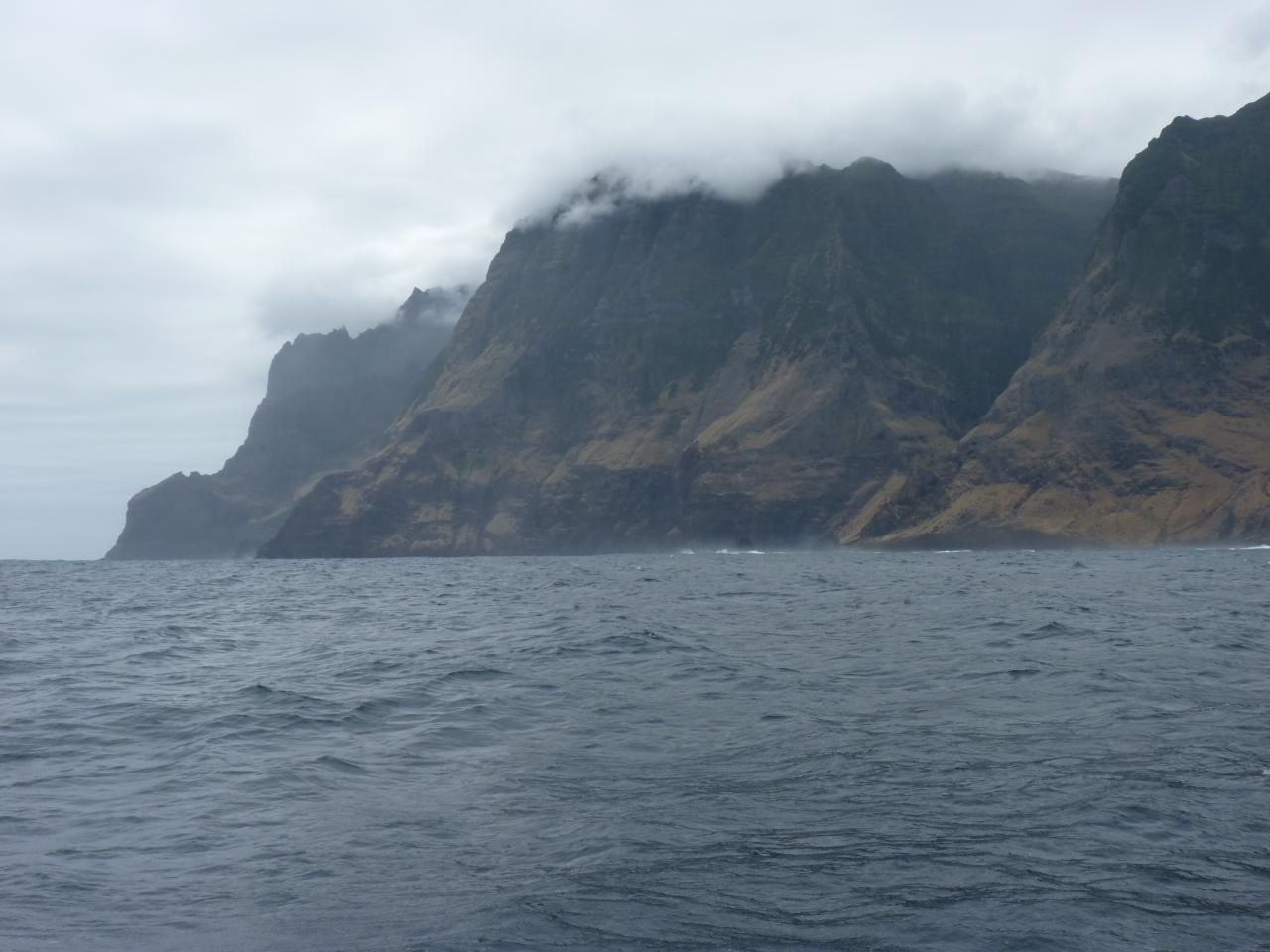
알레한드로셀커크섬

알레한드로셀커크섬(Alejandro Selkirk Island, 스페인어: Isla Alejandro Selkirk)은 칠레 후안페르난데스 제도에 속하는 섬이다.